# Macrocheilus burgeoni
Macrocheilus burgeoni is een keversoort uit de familie van de loopkevers (Carabidae). De wetenschappelijke naam van de soort werd voor het eerst geldig gepubliceerd in 1967 door Pierre Basilewsky.